# آنونیشیا
آنونیشیا به انگلیسی: Anonychia به معنای عدم تشکیل ناخن‌های دست و پا است.
آنونیشیا نوعی ناهنجاری است که ممکن است در نتیجهٔ نقص مادرزادی اکتودرم، ایکتیوز، عفونت شدید، درماتیت تماسی آلرژیک شدید، ترومای خودساخته، فنومن رینود، لیکن پلان، اپیدرمولیز بولوزا یا بیماری‌های شدید لایه‌بردار ایجاد شود.

## علت
این بیماری نادر است و معمولاً به دلیل جهش در ژن(R-SPO4) که در بازوی کوتاه کروموزوم ۲۰ (20p13) قرار دارد، ایجاد می‌شود.